# Fornot (Granera)

El Fornot, respecte del terme de Granera

El Fornot, o Forn o Fornot del Coll, és un antic forn d'obra del terme municipal de Granera, a la comarca del Moianès.
Està situat a 854,6 metres d'altitud, a prop de l'extrem nord-oest del terme. És al nord de la masia del Coll, a llevant del Serrat dels Ermots del Coll i a l'esquella del torrent de Caldat just quan hi aflueix el torrent del Coll. No està en gaire bon estat de conservació, atès que l'eixamplament del camí que hi passa a tocar, el Camí de Monistrol de Calders a Granera, l'ha malmès considerablement.